# Wereldkampioenschap voetbal 2002 (Groep C) China - Costa Rica
Deze pagina is een subpagina van het artikel Wereldkampioenschap voetbal 2002. Hierin wordt de wedstrijd in de groepsfase in groep C tussen China en Costa Rica gespeeld op 4 juni 2002 nader uitgelicht. Costa Rica won de wedstrijd met 2-0 van China.

## Voorafgaand aan de wedstrijd
- China en Costa Rica speelden nooit keer eerder tegen elkaar, dit was de eerste keer.
- Op de FIFA-wereldranglijst van mei 2002 stond China op de 50e plaats. Costa Rica stond op de 29e plaats.[1]

## Wedstrijdgegevens
| Datum                | 4 juni 2002                        | 4 juni 2002                        |
| Stadion              | Gwangju World Cup Stadium, Gwangju | Gwangju World Cup Stadium, Gwangju |
| Toeschouwers         | 27.217                             | 27.217                             |
| Scheidsrechter       | Kyros Vassaras                     | Kyros Vassaras                     |
| Assistenten          | Carlos Matos Jaap Pool             | Carlos Matos Jaap Pool             |
| Vierde man           | Anders Frisk                       | Anders Frisk                       |
| Man van de wedstrijd | Rónald Gómez                       | Rónald Gómez                       |
|                      | China                              | Costa Rica                         |
| Doelpunten           | 0                                  | 2                                  |
| Gele kaarten         | 3                                  | 4                                  |
| Rode kaarten         | 0                                  | 0                                  |
| Wissels              | 3                                  | 3                                  |
| Schoten op doel      | 3                                  | 6                                  |
| Schoten naast doel   | 0                                  | 0                                  |
| Overtredingen        | 15                                 | 18                                 |
| Hoekschoppen         | 6                                  | 2                                  |
| Buitenspel           | 2                                  | 6                                  |
| Strafschoppen        | 0                                  | 0                                  |
| Balbezit (tijd)      | 0                                  | 0                                  |
| Balbezit (%)         | 50%                                | 50%                                |

| China | 0 – 2                | Costa Rica |
| | doelpunten (assists) | 61' Rónald Gómez 65' Mauricio Wright |
| Bora Milutinović | bondscoach           | Alexandre Guimarães |
| Jiang Jin Wu Chengying Fan Zhiyi 74' Sun Jihai 26' Li Tie Ma Mingyu Hao Haidong Li Weifeng Li Xiaopeng Yang Chen 66' Xu Yunlong | opstellingen         | Erick Lonnis Luis Marín Mauricio Wright Gilberto Martínez 57' Rolando Fonseca Mauricio Solis 80' Paulo Wanchope Walter Centeno Rónald Gómez 70' Harold Wallace Carlos Castro |
| Qu Bo 26' Su Maozhen 66' Yu Genwei 74'                                                                                          | wissels              | 57' Hernán Medford 70' Steven Bryce 80' Wilmer Lopez |
| Li Tie 60' Xu Yunlong 72' Li Xiaopeng 77'                                                                                       | gele kaarten         | 15' Luis Marín 17' Mauricio Solis 79' Rónald Gómez 85' Walter Centeno |
| | rode kaarten         | |